# Алта (аеропорт)
Аеропорт Алта (норв. Alta lufthavn; (IATA: ALF, ICAO: ENAT)) — міжнародний аеропорт, що обслуговує Алту, місто та комуну у фюльке Фіннмарк у Норвегії. Аеропорт розташований в Ельвебаккені, за 4 км на схід від центру міста. Має одну злітно-посадкову смугу з номером 11/29 довжиною 2253 м, яка лежить на південному березі Алта-фіорду. Аеропорт Алта належить і управляється державною компанією Avinor. 2014 року він обслужив 368 393 пасажири, що робить його найзавантаженішим аеропортом у Фіннмарку.
Widerøe Ground Handling є агентом з обслуговування в аеропорту, рейси виконують авіакомпанії Widerøe, Scandinavian Airlines (SAS) і Norwegian. Widerøe обслуговує Тромсе та кілька регіональних аеропортів у Фіннмарку, таких як Вадсьо, Ботсферд, Мегамн, Кіркенес, з'єднуючи маршрути основних авіаліній.
Аеропорт обслуговує певну кількість міжнародних чартерних рейсів і приватних літаків, найбільше під час сезону лову лосося в річці Алта.
Першим аеропортом у цьому районі був військовий аеродром, побудований Люфтваффе в 1943 році, але під час Другої світової війни був пошкоджений. Цивільний аеропорт був відкритий 4 травня 1963 року. Спочатку SAS надавав послуги іншим основним аеропортам на півночі та до Осло, але в 1970-х роках у Фіннмарку відкрилося кілька регіональних аеропортів, до яких здійснювалися стикувальні рейси з Widerøe. Регіональне значення аеропорту Алта зросло в 1990 році, коли він став центром для новоствореної компанії SAS Commuter. Norwegian почав літати до Алти в 2003 році, а нову будівлю терміналу було відкрито в 2009 році.

## Історія

### Будівництво
Перший аеропорт в Алті був побудований Вермахтом під час німецької окупації Норвегії. Алта була центральною частиною німецької військової діяльності під час Другої світової війни, в результаті чого в 1943 році в Ельвебаккені була побудована злітно-посадкова смуга. Аеропорт був пошкоджений, та не підлягав відновленню, під час операції «Нордліхт» — німецького виходу з Фіннмарка в 1944 році. Протягом 1945 року Королівські ВПС Норвегії здійснювали гідролітаковий маршрут уздовж узбережжя Північної Норвегії, який включав зупинку в Алті. Однак наступного літа маршрут так і не відновили. Муніципалітет почав лобіювати військово-повітряні сили та органи цивільної авіації щодо створення авіалінії до Алти. Зокрема, вони стверджували, що і водний аеродром у Букті, і аеродром у Альтагорді/Ельвебаккені повинні бути включені до національних планів майбутніх аеропортів. Район Альтагордслетта був звільнений військовими в 1946 році та призначений для використання як аеропорт.

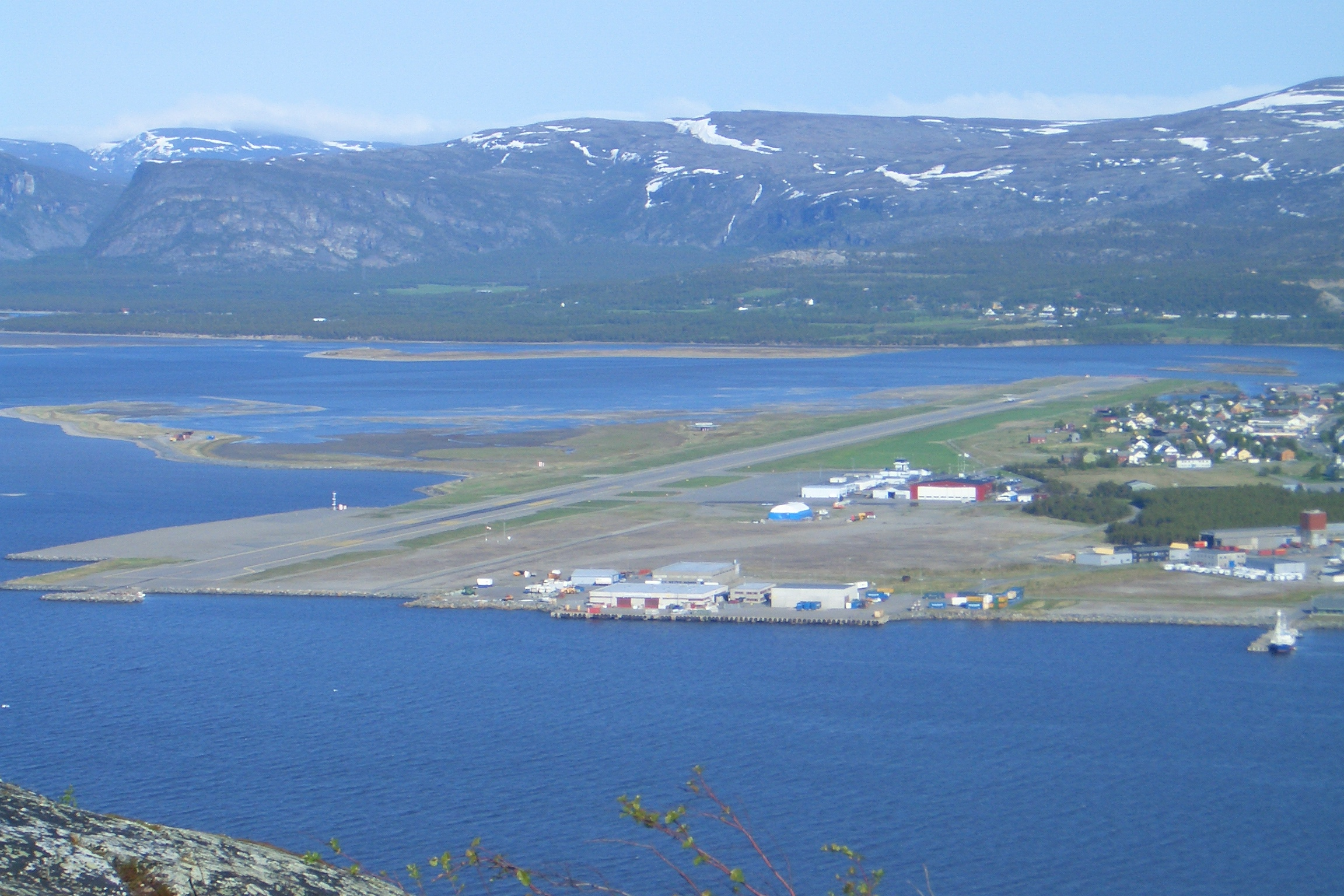
Вигляд з висоти пташиного польоту на аеропорт з 2005 року, до будівництва нового терміналу. Букта на передньому плані, гирло Альтаельви на задньому плані.

Проте більше десятиліття ніяких зрушень з аеродромом не було. Натомість модернізували водний аеродром у Букті. Спочатку пасажирів доставляли до літака на човні, але через кілька років був побудований плавучий док. Послуги надавалися лише протягом п'яти літніх місяців, з травня по вересень. Протягом решти року Алта не мала рейсів; час подорожі до Осло тоді становив шість днів, переважно на кораблі. У 1954 році Widerøe отримав новий маршрут, для чого купив de Havilland Canada DHC-3 Otter для обслуговування рейсів з Тромсе через Алту до Гаммерфесту, Кіркенеса та Вадсьо. У Тромсе маршрути поєднувались з гідролітаками Norwegian Air Lines до Осло. Букта мала 2000 пасажирів на рік у 1957 році, а літній маршрут літав щодня, починаючи з 1960 року .
Місцеві політики знову почали обговорювати плани аеродрому в середині 1950-х років, і аеропорт для Алти був включений у план національного аеропорту, запущений у 1956 році. Муніципалітет розпочав підготовчі роботи, які включали експропріацію необхідної території. На той час у планах було дві злітно-посадкові смуги: 1000 і 800 метрів. До 1958 року муніципалітет також побудував водопровідні та каналізаційні труби до території аеропорту та витратив 60 000 норвезьких крон на підготовчі роботи та купівлю землі. У той же час центральні органи влади шукали вдале місце для аеропорту для західного Фіннмарку, а також розглядали аеропорт Лаксельв, Банак у Порсангері, на той час закриту військову авіабазу.

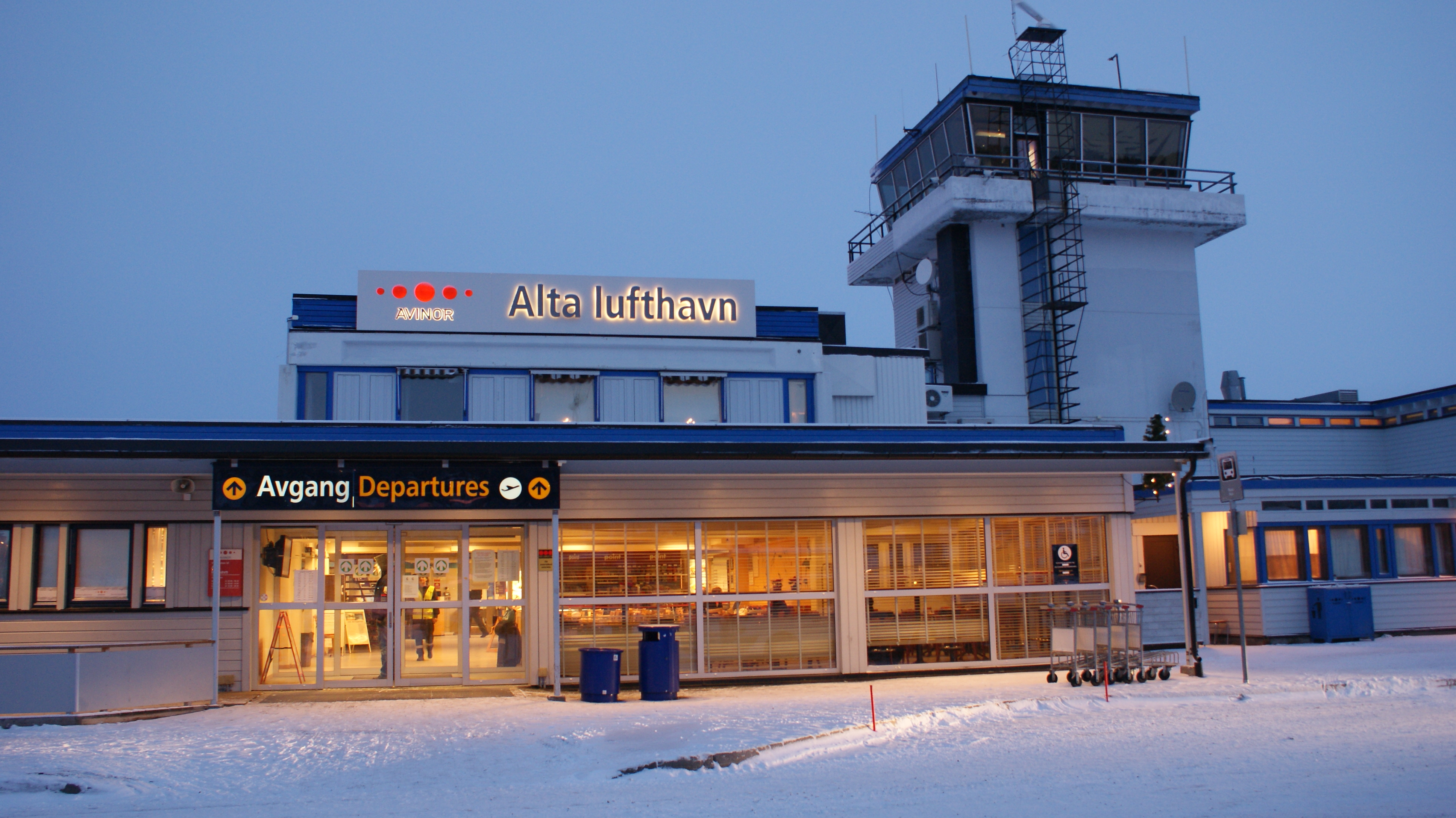
Стара будівля терміналу та вежа

Розташування в Ельвебаккені було дещо суперечливим в Алті, особливо тому, що аеропорт буде розташований так близько до центру міста, потенційно спричиняючи шумове забруднення. Була розглянута альтернатива в Соккельмі, але її було відкинуто, оскільки навколишні гори заважали хорошим умовам для посадки. Рішення про будівництво аеропорту Алта було прийнято в 1961 році, після чого відбулася додаткова експропріація землі. Будівництво велося одночасно з будівництвом Банаку та аеропорту Кіркенес, що в сукупності дало Фіннмарку три основні аеропорти.
Будівництво почалося в лютому 1962 року і коштувало 3,2 мільйони норвезьких крон. Злітно-посадкова смуга була завершена до осені того ж року, але інші частини будівництва були відкладені. До кінця квітня 1963 року в аеропорту не вистачало протипожежного обладнання, а наземний екіпаж ще не пройшов достатньої підготовки. Пізніше проблеми були вирішені, що дозволило аеропорту відкритися за розкладом 4 травня 1963 року. Лаксельв і аеропорт Кіркенес також відкрилися того ж дня, а аеропорт Тромсе відкрився наступного року. Кілька важливих об'єктів були відсутні в аеропорту Алта, коли він відкрився; диспетчерська вежа та пасажирський термінал не були завершені до 1964 року, тому спочатку в якості терміналу використовувався сарай.

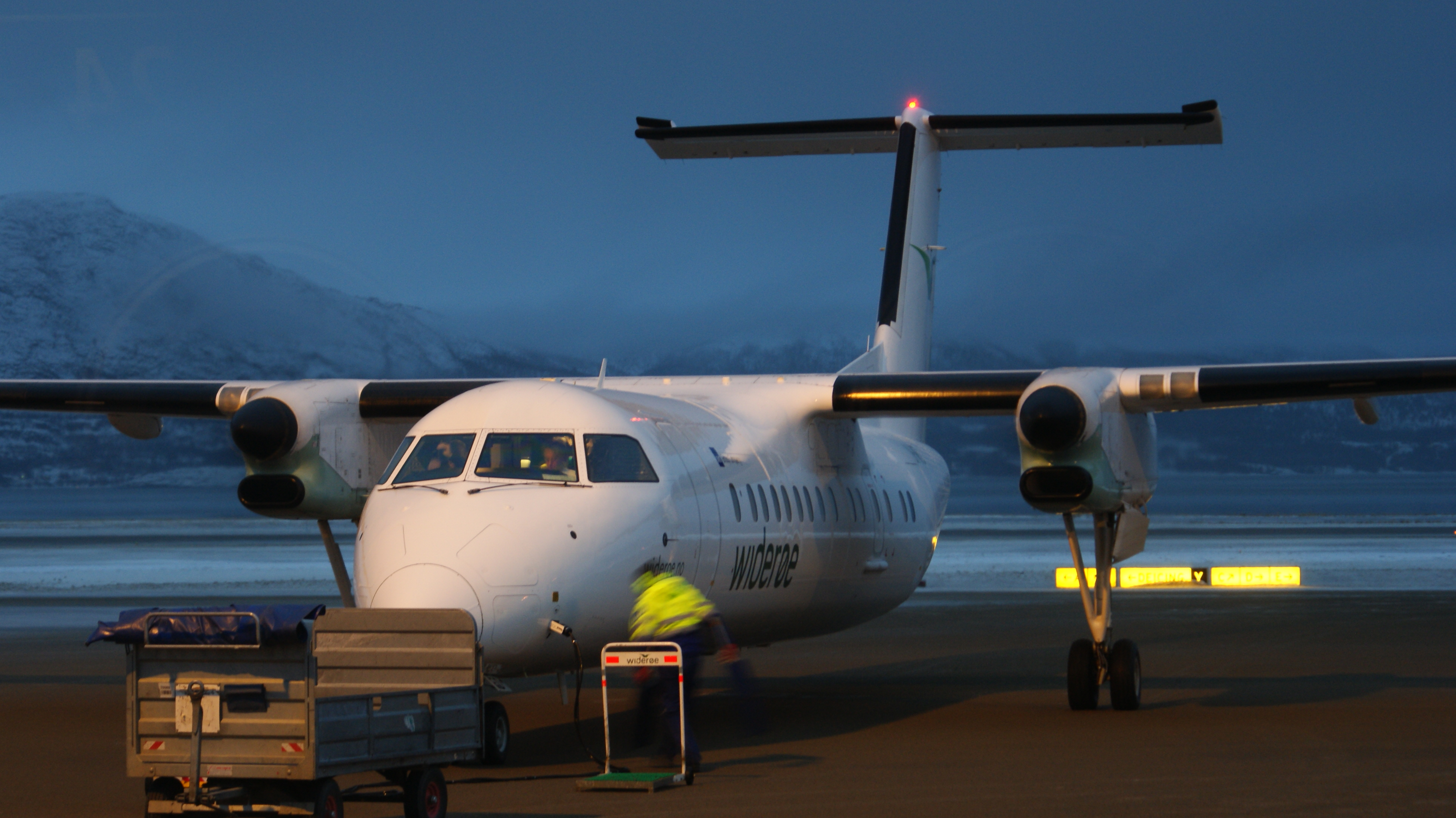
Літак Dash-8 311 Widerøe під час полярної ночі

### Історія польотів
Послуги спочатку здійснювалися компанією Scandinavian Airlines System (SAS). На початку авіакомпанія використовувала 56-пасажирський літак Convair CV-440 Metropolitan, який літав на південь до Осло та на захід до Лаксельва та Кіркенеса, а також до Тромсе, починаючи з 1964 року. Загальна схема маршруту польотів багатопланових рейсів Осло — Фінмарк зберігалася до 1990 року. 7 квітня 1969 SAS вже представила 85-пасажирський реактивний лайнер Douglas DC-9-21 для аеропорту Алта; останній рейс Metropolitan відбувся 1 квітня 1970 р. П'ять регіональних аеропортів були відкриті 1 серпня 1974 року: Серкйосен, Гаммерфест, Мегамн, Берлевог і Вадсьо, усі з них були з'єднані з Алтою та іншими основними аеропортами завдяки Widerøe. Аеропорт Гоннінгсвог був відкритий 1 липня 1977 року. Трафік SAS збільшувався протягом 1970-х років, в результаті чого SAS поступово збільшувала частоту своїх послуг, а пізніше також використовувала більші DC-9. McDonnell Douglas MD-80 вперше здійснив політ за маршрутом Алта 11 липня 1986 року.
SAS Commuter було засновано в 1988 році та розпочало діяльність у Північній Норвегії у травні 1990 року, Алта стала вузловим аеропортом для Фіннмарку. Це призвело до зміни операцій, щоб усі рейси DC-9 з Алти до Осло здійснювалися без зупинок. Усі рейси до аеропортів Північної Норвегії здійснювалися на меншому Fokker 50. Таким чином, компанія SAS змогла знизити витрати, припинивши роботу на місцевих маршрутах із DC-9/MD-80, і натомість збільшила кількість рейсів. Ця зміна зробила Алту єдиним аеропортом у Фіннмарку з прямим рейсом до Осло. З 1989 по 1990 рік кількість повітряних суден на Алті зросла з 7711 до 10035.
Пік діяльності в аеропорту Алта припав на наступні роки. SAS обслуговував до десяти щоденних рейсів; у години пік шість літаків одночасно перебували в аеропорту, у тому числі два з Widerøe. З 1992 року SAS відновила пряме сполучення з Кіркенеса до Осло, і літаки зі східного Фіннмарку знову почали здійснювати рейси в Кіркенес. Таким чином SAS поступово відмовилася від парадигми концентратора. Польоти в Алті поступово зменшувалися, досягнувши мінімуму в 4935 переміщень (посадок і зльотів) у 2000 році. Нордкапський тунель, відкритий у 1999 році, з'єднав Гоннінгсвог і Нордкап з материком. Це скоротило час подорожі до Алти, і люди з Нордкаппу почали більше використовувати Алту для далеких рейсів за рахунок аеропорту Гоннінгсвог.
SAS купила Braathens у 2001 році, в результаті чого остання взяла на себе обслуговування Осло, починаючи з 1 квітня 2002 року. Усі послуги SAS Commuter у Північній Норвегії були передані Widerøe у жовтні 2002 року. Norwegian Air Shuttle розпочала свої рейси з Осло до Алти 19 серпня 2003 року, спочатку тричі на день. SAS і Braathens об'єдналися в 2004 році, щоб створити SAS Braathens, авіакомпанія змінила свою назву назад на Scandinavian Airlines у 2007 році.
У планах розширення термінальних об'єкти до площі в 1670 м² були вперше сформульовані адміністрацією цивільного аеропорту в 1990-х роках. Модернізації було надано пріоритет у плані 2000 року, але незабаром після цього було призупинено на користь модернізації аеропорту Кіркенес і аеропорту Свальбард. У 2005 році Управління цивільної авіації оголосило, що місця для стоянки літаків в Алті розташовані надто близько до злітно-посадкової смуги і що аеропорт втратить свою сертифікацію в 2008 році, якщо його не модернізувати. Ще одним занепокоєнням була нестача пропускної спроможності, оскільки аеропорт міг обслуговувати лише 150 пасажирів одночасно на двох гейтах.
У лютому 2007 року компанія Avinor вирішила побудувати новий пасажирський термінал і вежу за 300 мільйонів крон. Новий термінал становив 5000 м² і був розташований між старим терміналом і портовими спорудами. Він включав покращені засоби контролю безпеки та дозволив міжнародні послуги. Новий термінал був введений в експлуатацію 23 жовтня 2009 року та офіційно відкритий 25 вересня.

## Зручності

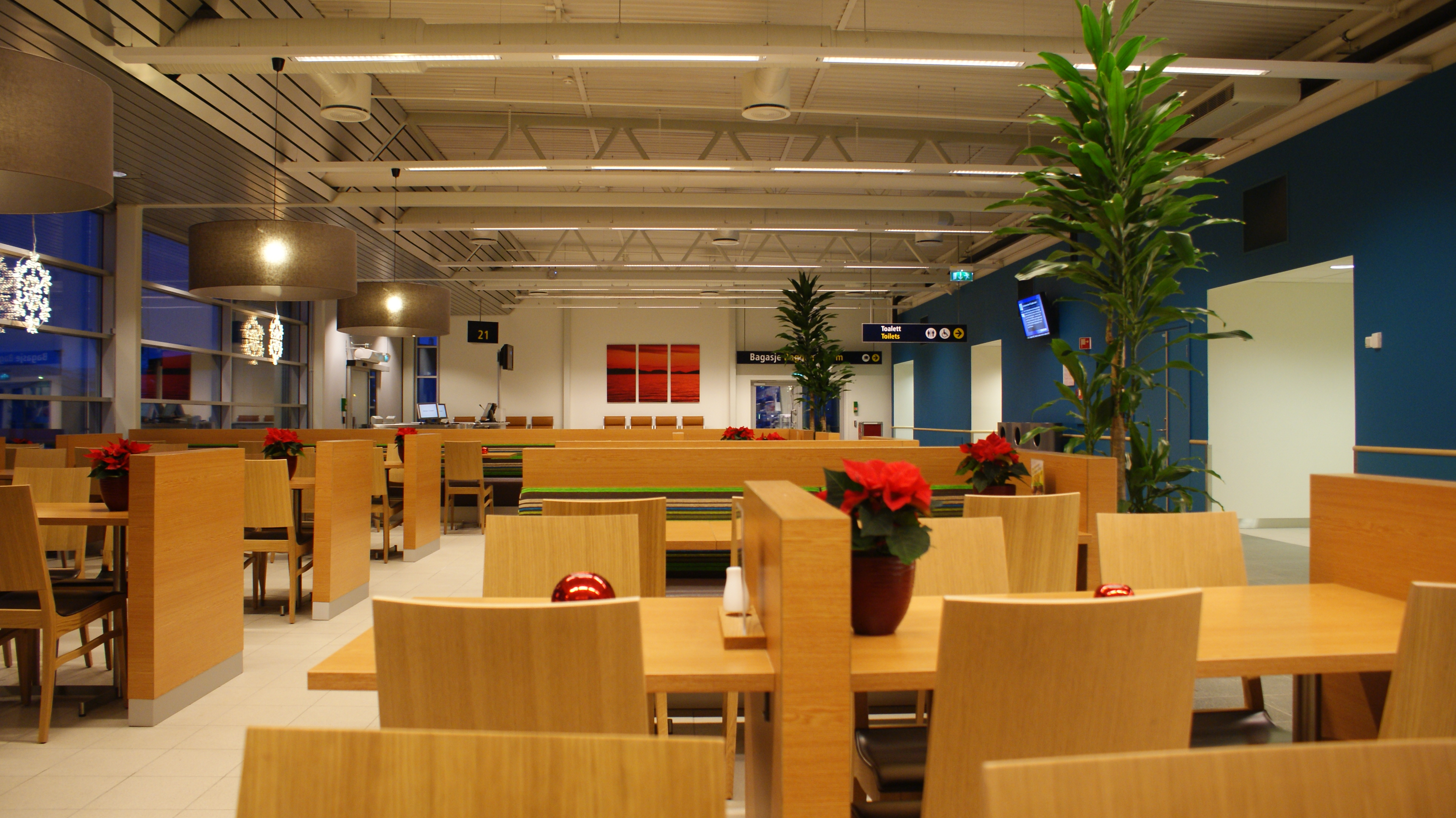
Зал очікування в зоні вильоту

Аеропорт розташований в Ельвебаккені та Альтагорді, на південному березі Альтафіорду та в гирлі річки Альтаелва, що становить близько 4 км на схід від міста Алта. Керується державною компанією Avinor, має єдину злітно-посадкова смуга 11–29 (приблизно схід-захід), без руліжної доріжки довжиною 2253 м. Обидва напрямки оснащені системою посадки за приладами категорії I. Будівля терміналу має площу 5000 м² і може обслуговувати міжнародні рейси. У 2013 році в аеропорту було 368 393 пасажирів, 11 707 рейсів (посадок і зльотів) і 330 тонн вантажу, що робить його найзавантаженішим аеропортом у Фінмарку.
Автобус до аеропорту експлуатується компанією Boreal Transport, час поїздки складає десять хвилин до центру міста. В аеропорту також доступні таксі та оренда автомобілів. В аеропорту є 520 місць довгострокової стоянки. Від Алти до Гаммерфеста курсують автобуси та швидкі пороми; Час у дорозі до Гаммерфесту становить дві години.

## Авіакомпанії та напрямки

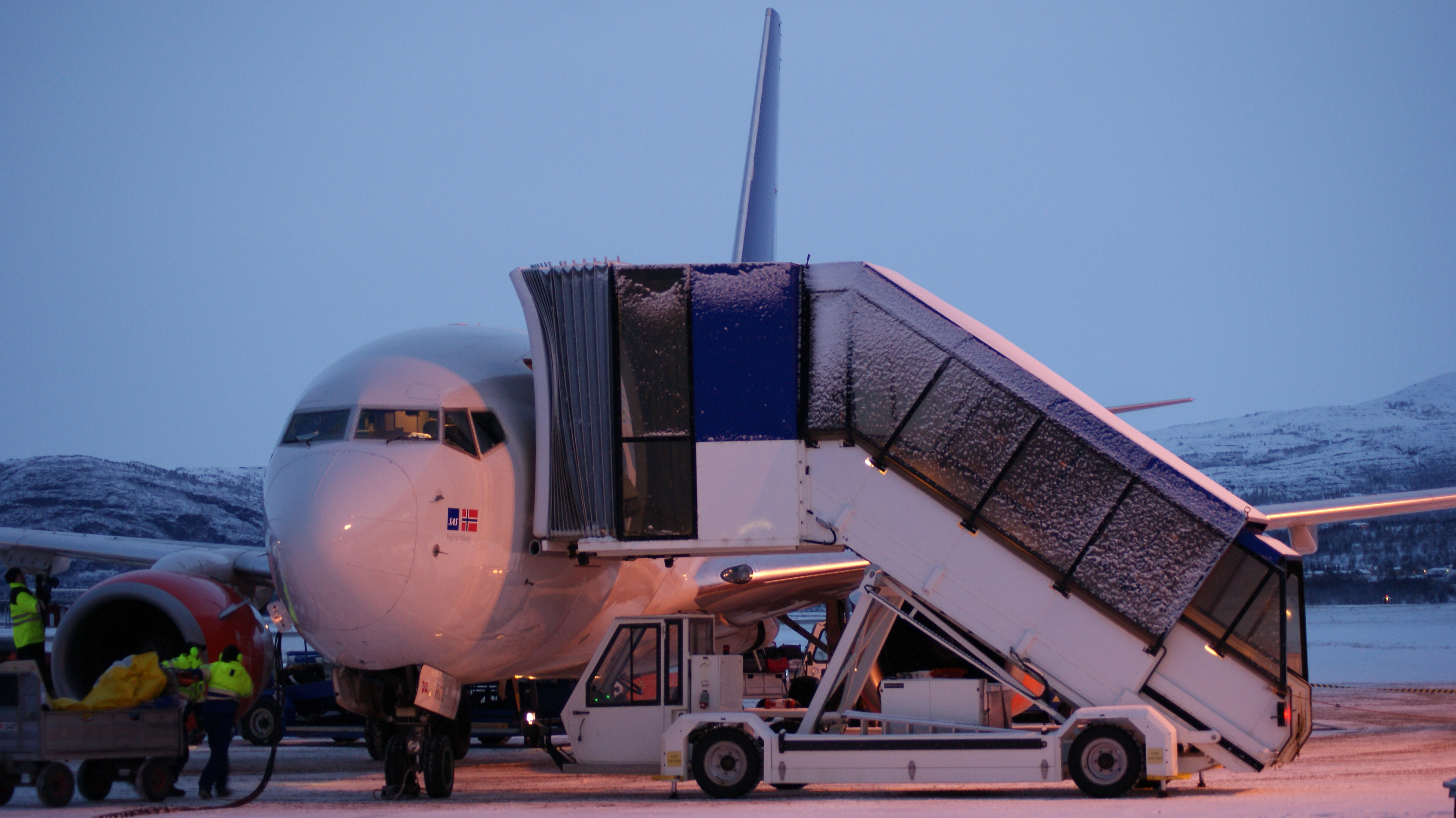
Боїнг 737—600 Скандинавських авіаліній

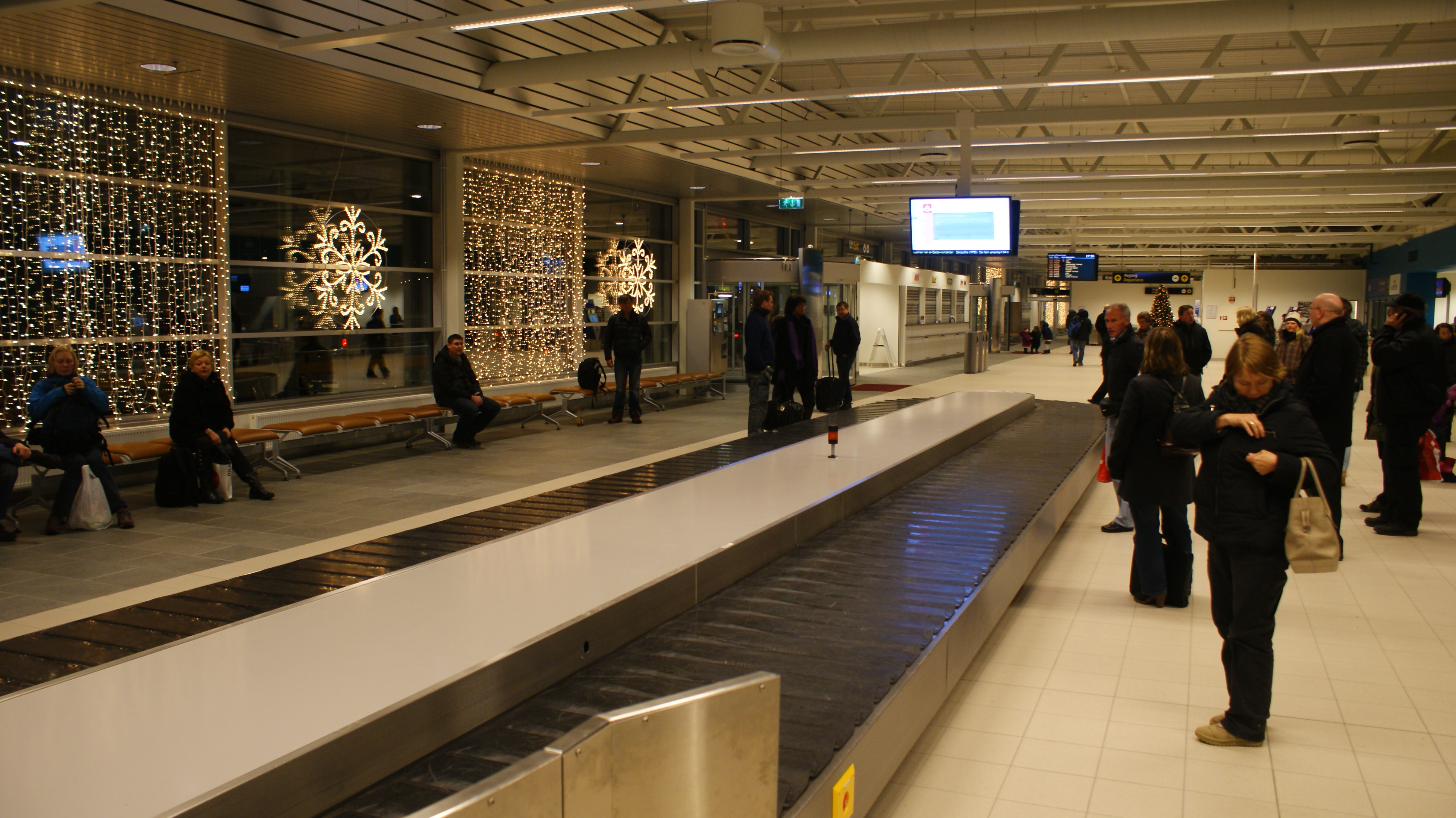
Зона прибуття з конвеєром для багажу

| Авіакомпанія          | Пункт призначення                                                             |
| --------------------- | ----------------------------------------------------------------------------- |
| Aegean Airlines       | Сезонний чартер: Ханья                                                        |
| Norwegian Air Shuttle | Осло-Гардермуен, Тромсе                                                       |
| Scandinavian Airlines | Осло-Гардермуен, Тромсе                                                       |
| Widerøe               | Ботсферд, Гаммерфест, Гоннігсвог, Кіркенес, Мегамн, Серкйосен, Тромсе, Вадсьо |

## Статистика
Див. джерело запитів Вікіданих та джерела.